# Utonięcie

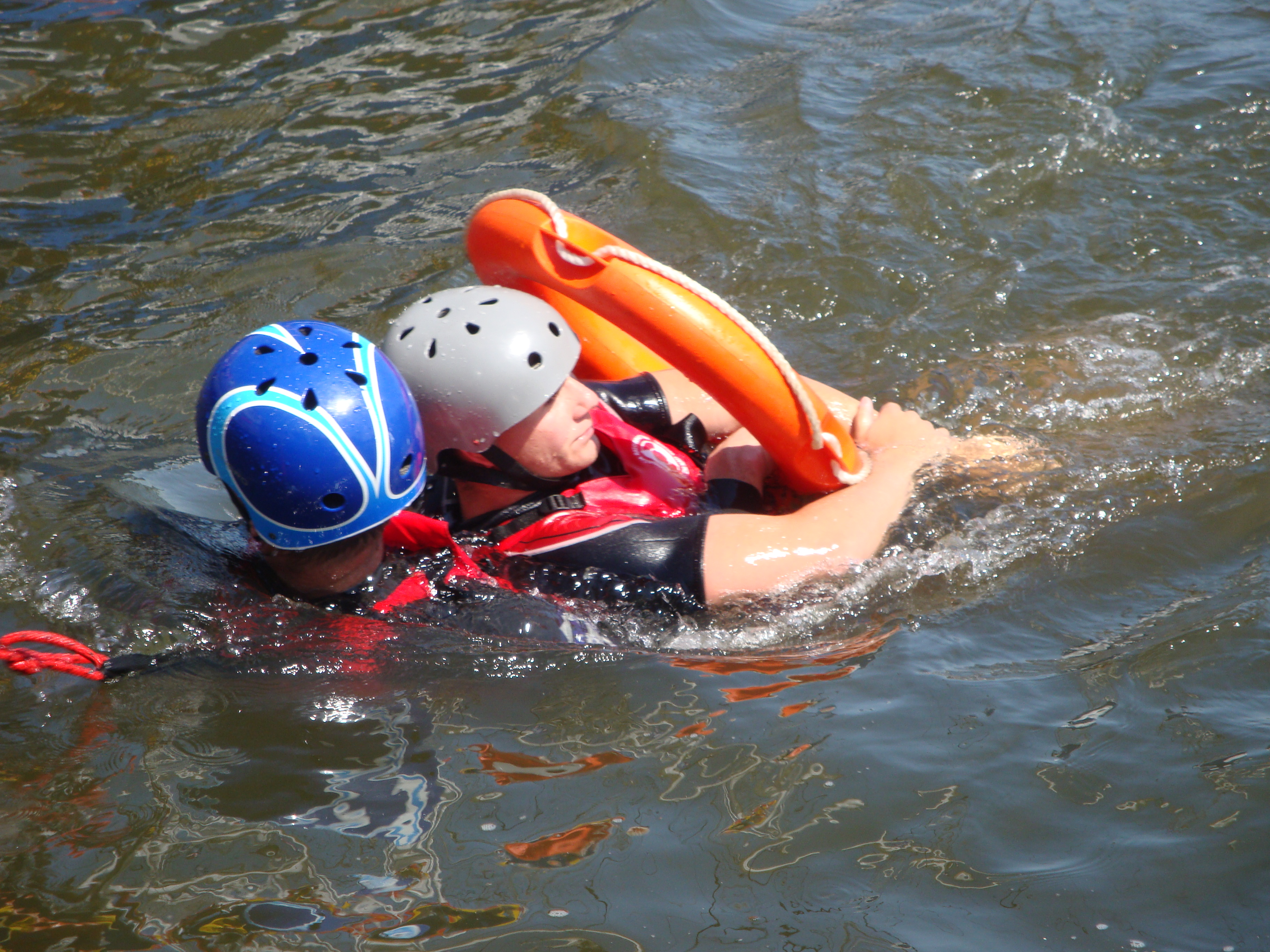
Pokaz ratowania tonącego

Utonięcie – rodzaj uduszenia gwałtownego, do którego dochodzi na skutek zablokowania dróg oddechowych płynem, najczęściej wodą.
Skutkiem tonięcia są zmiany w płucach (rozedma wodna płuc) oraz tzw. „grzybek piany” wydobywający się z ust lub nosa. W przypadku zwłok dłużej przebywających w wodzie naskórek staje się biały, pofałdowany i matowy (tzw. „skóra praczek”).
Większość utonięć to nieszczęśliwe wypadki, ale zdarzają się również samobójstwa oraz zabójstwa (np. osób nieumiejących pływać, odurzonych alkoholem lub ogłuszonych).

## Patofizjologia i przebieg[1]
Proces tonięcia zazwyczaj nie przekracza 3–5 minut i podzielony jest na cztery tzw. „okresy tonięcia”. Czas ten może ulec wydłużeniu, jeśli tonący kilkukrotnie wynurzał się na powierzchnię, lub skróceniu, jeśli zachłyśnięcie płynem jest przyczyną rozpoczęcia procesu tonięcia (ofiara nie zaczerpnęła powietrza przed znalezieniem się pod powierzchnią).
Tzw. typowe tonięcie składa się z następujących etapów:
1. Okres oporu – polega on na świadomym wstrzymaniu oddechu. W trakcie tego okresu dochodzi do zużycia tlenu, a we krwi rośnie stężenie dwutlenku węgla. Trwa około 30 sekund do 1 minuty.
2. Okres wydatnych ruchów oddechowych – w odpowiedzi na zwiększenie stężenia dwutlenku węgla we krwi ofiara próbuje zaczerpnąć powietrza. Do dróg oddechowych i żołądka dostaje się płyn lub płyn z powietrzem. Trwa około 60–150 sekund.
3. Okres drgawkowy (zamartwiczy) – okres, w którym pojawiają się drgawki toniczno-kloniczne i jest on wyrazem przekroczenia progu tolerancji mózgu na niedotlenienie. Trwa 1–1,5 minuty.
4. Okres oddechów końcowych – następują w nim prężenia ciała i krótkie wdechy. Trwa około 30–60 sekund. Okres ten kończy się zgonem.

Utonięcie w wodzie słodkiej różni się swym patomechanizmem od utonięcia w wodzie morskiej (słonej). W przypadku bowiem wody słodkiej (jako hipotonicznej w stosunku do krwi) ulega ona łatwemu wchłonięciu z pęcherzyków płucnych do naczyń krwionośnych, wskutek czego dochodzi do rozwodnienia krwi połączonego z hiperwolemią i hemolizą. Woda słona zaś (hipertoniczna w stosunku do krwi) znajdując się w pęcherzykach płucnych, powoduje przenikanie do światła tych pęcherzyków wody i białka z naczyń krwionośnych, co prowadzi do zagęszczenia krwi i hipowolemii. Tym samym w przypadku utonięcia w wodzie słodkiej w płucach tejże wody jest bardzo mało, a w związku ze stanem krwi: rozrzedzenie, hiperwolemia, hemoliza, hiperkalemia i hiponatremia dochodzi do migotania komór i ostrej niewydolności krążenia. W przypadku zaś wody słonej (morskiej) płuca są nią zalane, a stan krwi: hipowolemia, hipernatremia, zagęszczenie krwi powoduje, że dochodzi do wstrząsu z zatrzymaniem czynności serca.

## Utonięcia w Polsce
Według zbiorczej analizy przeprowadzonej w NIZP-PZH, w której wykorzystano dane pochodzące z Komendy Głównej Policji oraz rejestru zgonów GUS, w latach 2000–2012 utonęły na terenie kraju 12 702 osoby (mediana rzeczywistego rocznego współczynnika umieralności – 2,6 na 100 000 ludności). Umieralność z tego powodu wykazywała tendencję spadkową. Zagrożenie życia było największe u mężczyzn w wieku 45–59 lat, szczególnie z wykształceniem zasadniczym zawodowym. Współczynniki umieralności w analizowanym okresie były najwyższe w woj. warmińsko-mazurskim (mediana wsp. umieralności – 4,7), zaś najniższe w woj. śląskim (mediana wsp. umieralności – 1,2). Najwyższą częstością utonięć cechuje się okres od czerwca do sierpnia, w którym w omawianych latach odnotowano łącznie 5981 przypadków, tj. 47,1% wszystkich rejestrowanych utonięć.
Największą grupę utonięć stanowiły zanurzenia i tonięcia w wodach naturalnych (kod ICD-10 W69), które w poszczególnych latach odpowiadały za 41,1% do 75,5% wszystkich zdarzeń. Utonięcia w wannie (W65-W66) oraz w basenie (W67-W68) stanowiły przeciętnie poniżej 5% wszystkich utonięć w latach 2000–2012. Akwenami, w których najczęściej dochodziło w latach 2000–2012 do utonięć, były jeziora (25,0% zarejestrowanych zdarzeń) i rzeki (21,3%), stosunkowo mało wypadków (3,7%) miało miejsce w morzu. Należy jednak zwrócić uwagę, że w przypadku 18% utonięć nie podano miejsca zdarzenia.